# David Francis (Politiker)

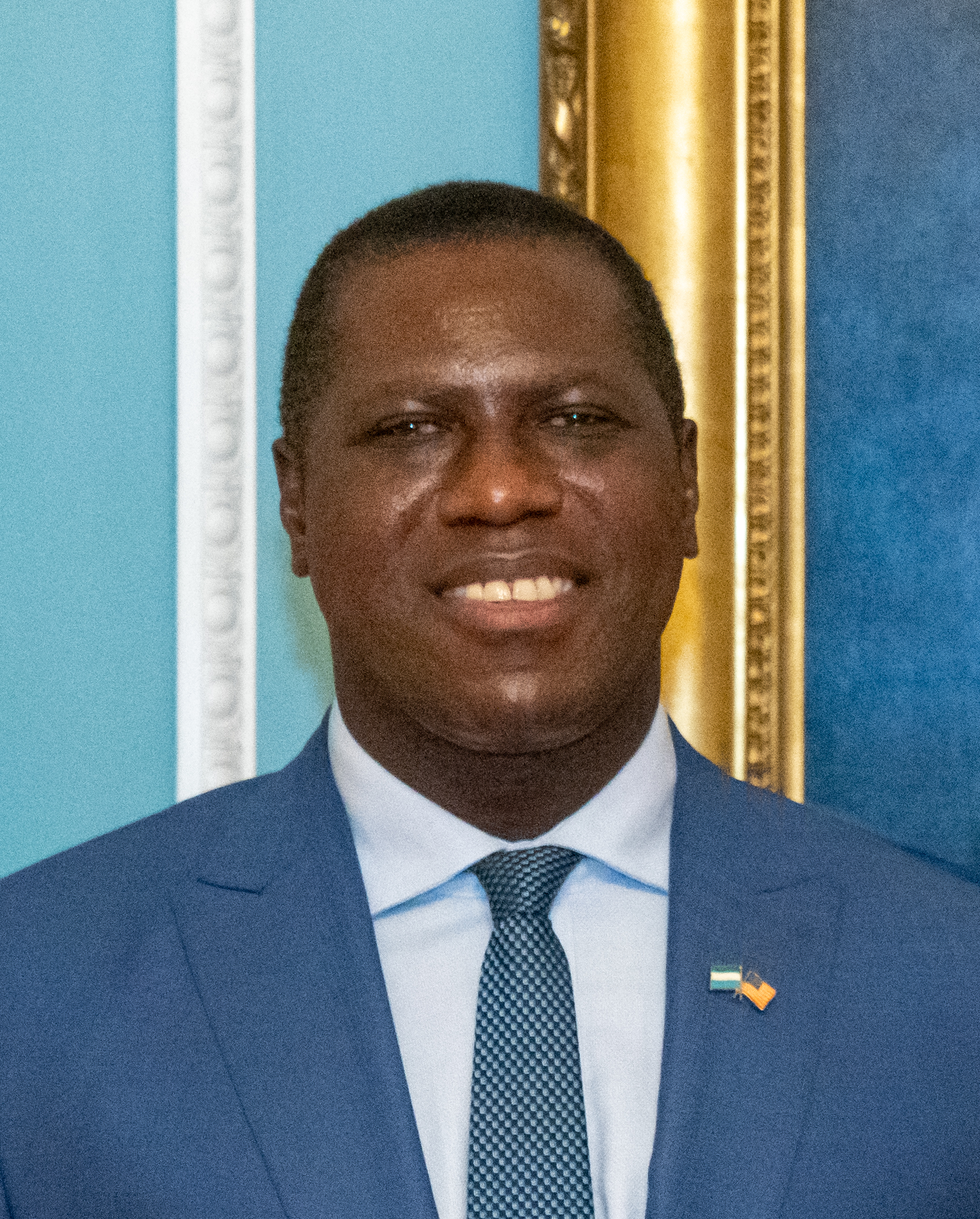
David Francis (2021)

David J. Francis (* 5. Oktober 1965) ist ein sierra-leonischer Politiker der Sierra Leone People’s Party (SLPP). Er war vom 7. Mai 2018 bis zum 30. April 2021 Chief Minister danach bis zum 10. Juli 2023 Außenminister von Sierra Leone.
Vom 18. bis 23. April 2018 war Francis bereits übergangsweise als Außenminister eingesetzt gewesen.
Francis war vor seiner Ernennung zum Chief Minister in zahlreichen nationalen und internationalen Organisationen in den Bereichen Rechtswissenschaften und Friedensforschung tätig. Er ist Professor und entwickelte diverse Studiengänge zum Thema Frieden und Sicherheit in mindestens zehn Staaten Afrikas. Francis hat einen Ph.D. der Universität Southampton (Vereinigtes Königreich) sowie Abschlüsse in Rechts- und Sozialwissenschaften von Hochschulen in den Niederlanden, Schweden und vom Fourah Bay College.